# Историја Спарте
Историја Спарте је историја старогрчког града Спарте, од његовог настанка до модерног доба. Спарта или Античка Спарта (дорски Σπάρτα Спарта, атички Σπάρτη Спарти, уобичајени старогрчки назив Λακεδαιμονία/Λακεδαίμων Лакедемонија или Лакедемон) је била град-држава у античкој Грчкој, која се налазила на југоисточном делу Пелопонеза, у долини реке Еуроте. Античка Спарта је остала позната у историји по својој војној снази, грађанској дисциплини, милитаристичком друштву и великом броју робова.

## Спартанска праисторија
Најверодостојнији археолошки подаци о праисторијској Спарти могу се наћи у открићима који потичу из средине 6. миленијума п. н. е. У Лаконском региону најверодостојнији подаци о праисторијском становништву постоје на узвишењу Куфовуно, у пећини Алепотрипа на источној обали месенијског залива као и у месту Апидија, на западном делу планинског венца Парнон. У близини Алепотрипе пронађен је сребрни накит који показује извесну количину богатства. Иако постоје археолошки докази о Лаконији из Каменог и Бронзаног доба, који укључују и проналазак сребрног накита као и великих количина керамике, очигледно ништа није познато о правој природи праисторијске Спарте и Лаконије.

## Митологија Античке Спарте

### Име
Старогрчки путописац Паусанија даје богате информације о грчкој митологији и именима везаним за Античку Спарту. Према спартанској традицији, први краљ Спарте (која се тада није звала тако) био је Лелег. Од његовог имена становници тог простора су названи Лелеге. Лелег је добио два сина Милија и Поликаону. Други син, Поликаона се оженио кћерком Аргијског краља Тријопе, лепом Месеном. Када је она схватила да њен муж, као други по реду, није могао да наследи очев престо, саветовала га је да напусте ту државу. Када су прошли планине према западу, наишли су на веома плодну равницу. Тамо су изградили град Месену. Поликаон је постао краљ тог места и назвао је то место према његовој супрузи, Месена.
У Спарти, Мили је наследио Лелега, а Милија, Еурота. Еурота је био мудар краљ који је измислио и направио један велики подвиг. У долини Спарте река је стално плавила и стварала језеро. Еурота је направио канал и на тај начин спречио стварање језера. Река је узела име митолошког краља, Еурота. Еурота није имао мушке потомке, али је имао кћерку која се звала Спарта. Као свог наследника одредио је њеног вереника, Лакедемона, који је дао своје име држави, а главни град је назвао по својој супрузи, Спарта. Дао је такође име и великој планини која делила државу од Месене, према мајци, нимфи Тајгети. Његов син, Амикл, је према миту основао град у близини Спарте, коме је дао своје име, Амикле.
Треба додати да се потомци ових митолошких ликова сматрају и јунацима тројанског циклуса: Хелена Тројанска, Клитемнестра, Диоскури и Пенелопа.

### Микенска Спарта
Не постоје веродостојни историјски подаци о Спарти током микенске доминације Грчке. Једини подаци који су доступни у модерно доба, претежно су сачувани преко оралне традиције. Сигурно је да је током касног Бронзаног доба Лаконија била микенско краљевство, које се налазило под доминацијом Микене. У Лаконији у 15. веку п. н. е. могу се наћи микенски гробови попут онога у месту Вафио. Микенско краљевство је пропало непосредно пре дорске инвазије Пелопонеза у 12. и 11. веку п. н. е. Прави разлог пропасти микенске Спарте као и осталих микенских центара није познат. Било је општеприхваћено да је дорска најезда била главни разлог пропасти микенског света, међутим научна открића су доказала да је микенска цивилизација доживела велики слом још пре доласка Дораца, у 12. веку п. н. е. Прави разлог нестанка микенске цивилизације није познат, а главна теорија његовог нестанка се заснива на нападима непознатих Морских народа, који су се појавили и мистериозно нестали са историјске сцене током 12. и 11. века п. н. е. Археолошки подаци о микенској Спарти, указују на постојање двораца и насеља из микенског доба у месту Пелана северно од Спарте. Пелана се сматра главним градом предорске Лаконије. У Спарти су такође откривени и остаци велике грађевине из 12. и 11. века п. н. е. која је названа Менелајон, по митолошком краљу Менелају.

## Мрачни век
Историја Античке Спарте је непосредно повезана са дорском инвазијом Пелопонеза која се десила током 12. и 11. века п. н. е., (мада археолошки подаци тврде да се Дорска сеоба десила касније). Не постоје веродостојни подаци о раној историји Спарте. Генерално речено, познато је да је грчко племе Дораца дошло са простора Дориде у централној Грчкој и настанило се у долини реке Еуроте. Исократ спомиње да укупан број Дораца који су се спустили у лаконску долину, није надмашивао 2000 људи. На простору некадашњег микенског насеља, Дорци су успоставили државу поробивши локално становништво. Када су се Дорци населили у Лаконију, они су били подељени на три племена: Памфиле, Хилеје и Димане. Та три племена су потом настанила пет села, која су напокон сачинила град Спарту. Није познато какав је био значај Спарте током Мрачног века Античке Грчке, нити постоје поуздани подаци о том историјском периоду. Према Херодоту и Тукидиду, Спарта је у то доба преживљавала период анархије. Крајем Мрачног века и почетком Архајског периода Античке Грчке, током 8. века п. н. е. највероватније су биле установљене Ликургове реформе у Античкој Спарти, које су јој омогућиле да постане снажна војна сила. Верује се да су те реформе биле напокон приписане Ликургу. Тада је Спарта освојила градић Амикле, чије је становништво пружило огорчени отпор.

## Спарта у тројанском циклусу
Спарта се спомиње у еповима Тројанског циклуса и под именом Лакедемонија, које означава краљевину митолошког краља Спарте Менелаја и његове супруге, Хелене Спартанске. У Хомеровим еповима спомиње се да је краљ Спарте Тиндареј, имао кћерку, прелепу Хелену која према митологији није била његова кћерка, већ кћер Зевса и његове лепе супруге Лиде. Када је Тиндареј одлучио да уда своје кћерке, Клитемнистру и Хелену, у Спарти су се окупили млади племићи и престолонаследници из читаве Грчке. Хелена се тада удала за Менелаја и Клитемнистра за Агамемнона, синове краља Микене, Атреаса. Менелај је након смрти Тиндареа постао краљ Спарте. У Хомеровим еповима говори се да је Парис, син тројанског краља Пријама отео Хелену из Спарте што је према митологији био повод за рат Ахајаца против Троје. Након уништавања Троје, Менелај и Хелена се после многих пустоловина, враћају у Спарту где добијају кћерку под именом Ермиона. Она се, према митологији, удала за свог рођака Ореста када је постао краљ Микене. У Хомеровим еповима, термини као што су Спарта и Лакедемонија употребљавају се више за дворац Менелаја него за неку специфичну територију. Хомер у Одисеји, спомиње географски положај Менелајеве Спарте на комплетно другачији начин од оног какав је заиста био.

## Архајска Спарта
Крајем 8. века п. н. е. Спарта креће у даља освајања. Године 724. п. н. е. Спарта после дуготрајног рата осваја суседну Месенију и поробљава њено становништво. Године 685. п. н. е. поробљени Месењани дижу устанак и задају одлучујуће поразе спартанској војсци. Спартанци успевају да поново поробе Месењане тек 668. п. н. е. Током 7. века највећи противник Спарте на Пелопонезу је био град Аргос, који је под влашћу тирана Фидона доживео велики процват. Аргос успева да порази Спарту у бици код Хесеја, 669. п. н. е. То ће бити истовремено и последњи крупнији пораз спартанске војске за следећих 300 година. Током 6. века п. н. е. Спарта покушава да освоји град Тегеју, који се налазио близу њених северних граница. После извесних неуспеха Спарта склапа дуготрајан савез са Тегејом. У том савезу ће потом да се прикључе градови Мантинеја, Орхомен, Елида и Флиус. На тај начин Спарта ће испоставити један савез који ће јој помоћи да повећа свој утицај у Грчкој, упркос томе што се она слабо мешала у унутрашње послове њених савезника. Тај савез је постао познат у историји као Пелопонески савез, иако се према савременицима он обично звао, Лакедемоњани и њихови савезници. Око 545. п. н. е. Спарта ће успети после рата поразити коначно својег древног непријатеља Арга и освојити плодну Кинурску равницу. Границе спартанске државе ће остати непромењене после тога све до 371. п. н. е. Године 510. п. н. е. Спартанска војска ће први пут прећи Коринтску превлаку и интервенисати у Атици. Та интервенција ће бити на почетку ради обарања атинске тираније и онда ради пружања подршке Атињанину Исагори који је желео постати тиранин. Спартански краљ Клеомен , наћи ће се опкољен на атинском акропољу и биће приморан на срамотну предају. Године 506. п. н. е. дошло је до сукоба између двојице краљева, Клеомена I и Демарата, који су у Елеусини, предграђу Атине дали супротстављена наређења својим војницима. Тај догађај је довео до прекида те војне кампање и увођења закона да само један краљ може водити спартанску војску у рат. Године 499. п. н. е. Јоњани ће затражити помоћ Спарте у њиховом устанку против Персије, али ће то одбити краљ Клеомен I. После 5 година, 494. п. н. е. избиће поново рат измећу Арга и Спарте. Спартанци су поразили Арга, убивши око 6.000 аргиских војника. Крајем 6. и почетком 5. века п. н. е. имајући утицај на територију од 20.000 km², на којој је живело између 800.000 и 900.000 људи, Спарта се сматрала најмоћнијим полисом у Грчкој захваљујући пре свега својим војним успесима и специфичној природи њеног друштва.

## Класична Спарта

### Грчко-персијски ратови
Спартанци су одбили да пруже помоћ Јоњанима 499. п. н. е. Године 490. п. н. е. када је Атина била нападнута од Персијске војске, она се обратила Спарти за помоћ. Међутим Спарта је одбила захтев Атине, због наводно верских разлога. Тако су Спартанци стигли на Маратон са закашњењем. Крајем 490-их година п. н. е. у Спарти се десила борба за превласт између краљева Клеомена и Демарата. Демарат је био приморан да напусти Спарту, док је за Клеомена откривено да је потплатио Питију како би њено прорицање било у његову корист. Клеомен је онда напустио Спарту и после неког времена се вратио. Извршио је самоубиство на необичан начин, 488. п. н. е. Године 481. п. н. е. већина хеленских градова се окупило у Коринту како би формирало савез против предстојеће персијске инвазије на Грчку. Као главнокомандујући заједничке грчке војске постављени су Спартанци. Краљ Спарте Леонида I, био је главни заповедник грчке војске, док је Еурибијад био врховни адмирал грчке флоте. Током Августа или Септембра 480. п. н. е. персијска војска се сукобила са грчком војском под вођством Леониде у Термопилском кланцу у централној Грчкој. Током тродневних борби, 300 Спартанаца под вођством Леониде, заједно са 700 Теспијанаца и неколико хиљада грчких савезника пружили су одлучан отпор многобројним персијским трупама. На крају после издаје једног локалног мештана, Ефијалта, који је показао Персијанцима тајни пролаз, грчке трупе су биле опкољене и уништене. Пошто је дозволио повлачење остатку грчке војске, Леонида је остао је на бојишту са 300 Спартанаца и 700 Теспијанских добровољаца. У борби са персијском војском су сви погинули.
Спартанци и њихови пелопонески савезници су, после битке у термопилском кланцу, чврсто утврдили Коринтску превлаку, да би спречили упад Персијске војске на Пелопонез. Међутим због персијског пораза у поморској бици код Саламине, грађење превлаке се показало беспотребним. Следеће 479. п. н. е. Грци на челу са спартанским генералом Паусанијем су одлучно поразили Персијску војску код Платеје, и коначно отклонили опасност Грчке од Персије. У тој бици још једанпут се исказао квалитет и супериорност спартанских хоплита у којој су имали важан допринос.

### Термопилска битка
Термопилска битка је била битка која је вођена између савеза грчких градова-држава и Персијског царства код Термопилског пролаза у централној Грчкој августа 480. п. н. е. Бројчано много слабији Грци су задржали Персијанце три дана, чиме су добили довољно времена за евакуацију Атине и припрему јаче армије. Мала сила вођена спартански краљем Леонидом блокирала је једини пут којим је масивна војска Ксеркса I могла да напредује, користећи повољан терен, добру стратегију и добро обучене војнике. Освајање Термопилског кланца је дало Персијанцима могућност да контролишу широке области све до Коринта, а посебно им је дало могућност напада на Атину. Иако победници Персијанци су претрпели губитак морала због тешких губитака. Та битка је део Грчко-персијских ратова.

#### Позадина
Годинама се Ксеркс I, краљ Персије припремао да настави рат против Грка. То је био рат, који је започео његов отац Дарије Велики.
Допремио је огромну војску и морнарицу у Малу Азију 484. п. н. е.. Направио је мост од бродова да се пређе Хелеспонт (Дарданеле).
Да би се супротставили Персији формира се савез грчких градова-држава под водством Спарте, која је имала најбоље трениране и опремљене војнике у Грчкој.
Знајући исход битке унапред, спартански краљ Леонида је углавном одабрао војнике, који су већ имали унуке. Спартанци су знали да је суделовање у тој бици сигурна смрт, јер су Персијанци били далеко бројнији.
Због дефанзивног терена, планински кланац Термопиле (у преводу са грчког „топла врата") одабран је као најпогодније место за одбрану.
Тај пролаз је био толико узак да се двоја бојна кола нису могла мимоићи. С једне стране је била планина, а са друге море.
Дуж тог планинског пролаза била су троја врата, а код централних врата Грци су направили мали зид, да се бране.
У августу 480. п. н. е. 6.000 Грка (од којих 300 Спартанаца) чекало је персијску армију, која је била 30 пута бројнија.

### Битка код Платеје
Битка код Платеје, августа 479. п. н. е. била је битка савеза грчких полиса и Персије. То је била битка за сам опстанак грчких полиса, па су прикупили довољно велику војску и победили. После битке код Платеје персијска армија се повлачи у Малу Аазију и тиме се завршавају Грчко-персијски ратови. Никад више Персија није покушала инвазију Грчке.

#### Позадина
После битке код Саламине, Ксеркс I се враћа у Персију, а у Грчкој оставља Мардонија на челу окупационих персијских трупа.
Мардоније је нудио Атињанима самосталну аутономну владу и персијску помоћ у обнови града. Атињани су такав споразум одбијали и тражили су помоћ Спарте у наставку ратовања. Међутим Спартанци су били више заинтересовани за одбрану Пелопонеза.

### Супарништво са Атином
После коначне победе над Персијанцима код Платеје и Микале, Спарта се нашла у јаком супарништву са Атином. Атина која је после Саламинске битке израсла у најснажнију поморску силу у Античкој Грчкој, почела је парирати Спарти за превласт у хеленском свету. Године 478. п. н. е. после афере са спартанским краљем Паусанијом, Спарта заједно са својим пелопонеским савезницима иступила је из општехеленског савеза и те године формиран је Делски савез на челу са Атином. Због успеха Атине на мору против Ахеменидског царства, Делски савез се претворио у Атинску поморску империју и појачао положај Атине у хеленском свету.
Године 464. п. н. е. у Спарти је избио снажан земљотрес у коме је изгубило живот око 1000 Спартанаца. То је довело до великог устанка хелота, чиме је кренуо Трећи месенски рат. Спарта која је држила под опсадом тврђаву Итому, затражила је помоћ од Атине. Атина је упутила помоћ Спарти, са 4000 хоплита на челу са проспартански настројеним Кимоном. Међутим после извесних неуспеха, Спартанци су затражили од Атињана да оду. После две године угушен је месенски устанак и окончао се Трећи месенски рат.
Нагло јачање Атине и њени војни успеси против Персије су појачали њен положај. Она је убрзо постала најјача поморска сила у источном Медитерану, које је имала изузетно велики утицај на њене савезнике. То је довело до сукоба нижих размера измећу Атине и Спарте. Ти сукоби су били Први пелопонески рат и Други свети рат, који су вођени између Спарте, Атине и њихових савезника. Године 457. п. н. е. Спарта је поразила Атину у бици код Танагре, у Беотији. Године 449. п. н. е. дошло је до сукоба измећу Атине и Спарте због Аполоновог храма у Делфима, међутим тај рат је прошао без већих последица. Године 446/445. п. н. е. потписан је Тридесетогодишњи мир измећу Атине и Спарте који је издржао нешто мање од петнаест година.

### Пелопонески рат
Пелопонески рат (Старогрчки Πελοποννησιακός Πόλεμος) (431. п. н. е. - 404. п. н. е.) је био дуготрајни оружани сукоб у Античкој Грчкој између Делског и Пелопонеског савеза. Делски савез је био предвођен Атином, док Пелопонески савез је био предвођен Спартом. Рат је почео 431. п. н. е. између Атине и Спарте и завршио се поразом Атине, 404. п. н. е. када је Спарта испоставила своју доминацију на Хеленским светом. Размере Пелопонеског рата су биле веће од било ког рата који се догодио до тада у хеленском свету, и на тај начин многи историчари га називају Античким Светским Ратом. Разлози рата лежали су у супарништву измећу Атине и Спарте током периода после грчке победе над Персијанцима код Платеје када је Атина израсла у велику поморску силу и забележила низ победа против Ахеменидског царства. То је омогућило Атини да постане водећа сила у грчком свету и уздрма доминацију Спарте која се сматрала до тада највећом војном силом у Античкој Грчкој. Поморска експанзија, као и културни и економски процват Атине током 5. века п. н. е. није прошао незапажен од стране Спарте. Атина под вођством личности попут Темистокла и Кимона, а касније и Перикла, доживела је свој највећи процват у том периоду који је касније остао познат као златно доба Атине. Нагло јачање Атине је довело до повремених сукоба између Делског савеза који се био претворио у Атинску империју и Пелопонеског савеза. Ти сукоби су се завршили Тридесетогодишњим миром, 446/445. п. н. е. који је признао равнотежу силе између Атине и Спарте у Грчкој. Међутим непрекидни спорови између држава-чланица двеју савеза су довели до мањих сукоба који су се распламсали у велики општехеленски рат, 431. п. н. е.
Пелопонески рат је углавном подељен на четири историјска периода која се доста разликују између себе. Први период је такозвани Архидамов рат који је трајао од 431. п. н. е. до 421. п. н. е. када је потписан Никијин мир. Тај део рата је добио име по спартанском краљу који је извршио инвазију на Атику, предводећи Пелопонеску војску. Други део рата је био такозвани, Средњи рат који је трајао од 420. п. н. е. до 415. п. н. е. и водио се између савеза Атине, Аргоса и појединих градова Пелопонеза против Спарте. Трећи део Пелопонеског рата, се одвијао углавном на Сицилији током катастрофалног Атинског похода у јужној Италији, и готово комплетном уништењу атинске експедиције. Четврти и последњи део рата је био такозвани Декелијски или Јонски рат који се одвијао углавном на Егејском мору и на обалама Мале Азије. Он је добио име по декелијском утврђењу на северозападу Атике, где су се Спартанци утврдили током 413. п. н. е. и по области Јонији, на егејским обалама Мале Азије где се одвијао већи део ратних операција.
Архидамов рат који је трајао десет година прекинут је мир из 421. п. н. е. у коме је посредовао атински генерал Никија, и повратио status quo у Грчком свету после десет година неизвесних борби на копну и на мору који су потврдили атинску супериорност на мору и пелопонеску супериорност на копну. Након формирања антиспартанског савеза од стране Аргоса на Пелопонезу, у коме се укључила и Атина, дошло је до сукоба између тог савеза и Спарте, у којој су Спартанци однели победу. Атински војни поход на Сицилију био је кобан и завршио се катастрофом 413. п. н. е. када је уништена атинска војска од стране Сиракузе и Спартанаца. Спартанци су исте године утврдили Декелију на северозападу Атине и преузели потпуну контролу над Атиком. Упркос, олигархијском преврату 411. п. н. е. у Атини, и константним поразима Атина је успела да се опорави и да више пута победи Пелопонеску флоту, која се била саградила уз помоћ Персије. Међутим под вођством адмирала Лисандра, Спартанци ће задати одлучујући ударац Атињанима, 405. п. н. е. у месту Егоспотами и следеће године примораће Атину на предају.
Пелопонески рат је без сваке сумње био највећи рат Класичне Грчке и онај који је судбоносно ослабио његове учеснике. Тај рат се често сматра догађајем који је означио крај Класичне Грчке, чије је слабљење довело до пропада града-државе и отворила пут за потоњу доминацију хеленског света у 4. веку п. н. е. од стране Тебе, али углавном од стране Македоније.

## Сажетак
Рат се, генерално, може поделити у три фазе:
- Прва фаза је трајала десет година, од 431. п. н. е. до 421. п. н. е. Карактерисана је копненим продорима Пелепонеског савеза на Атику и пустошењем атинске земље. Атињани, вођени Периклом, су изабрали да не улазе у директан сукоб са надмоћном дорском војском, већ су се ослонили на своју флоту којом су нападали обале Пелопонеза и трудили се да омету трговину Коринта са Сицилијом. Тај период је обележен и појавом куге, услед које је Атина изгубила четвртину своје становништва и трећину хоплита. Прва фаза је окончана Никијиним миром 421. п. н. е.

- Друга фаза је трајала, такође, десет година од 421. п. н. е. до 411. п. н. е. Најважнији догађај је атински поход на Сицилију (415. п. н. е.), пре свега против града Сиракузе. Експедиција се, после поморског пораза у сиракушкој луци, завршила и катастрофом копнене војске. Атинске снаге су изгубиле преко 200 бродова и 35.000 хоплита. После пораза Атина се нашла у очајном положају, без новчаних резерви и са све непоузданијим савезницима. Врхунац кризе представља олигархијски преврат који на власт доводи тзв. Веће од четири стотине и отворен раскол превратника са флотом и војском стационираном у Јонији.

- Трећу фазу (од 411. п. н. е. до 404. п. н. е.) одликују борбе за контролу Хелеспонта, преко кога се вршио увоз жита и дрвне грађе из области око Црног мора. Током последњих седам година, атинска флота је очајнички бранила конвоје. Иако су Атињани имали знатних успеха у биткама код Абида, Кизика и Аргинуса, подлегли су последњој бици код Егоспотама 405. п. н. е.

Рат се завршио 404. п. н. е. капитулацијом Атине. Флота је заплењена, зидови који су спајали град са Пирејом, трговачком и ратном луком су срушени, а прекоморски поседи су јој одузети.

## Узроци рата
Према Тукидиду узрок рата је страх од раста атинске моћи током 5 века п. н. е. Током Грчко-персијских ратова формиран је Делски савез неколико полиса да би постојала и била финансирана стална морнарица, која се може користити против Персије. Атина је била највећи члан савеза, а имала је и највећу морнарицу. Због тога Атина преузима вођство савеза. Током следећих декада Атина претвара Делски савез у атинску империју. Неки чланови савеза су се с тим слагали, а неки су се бунили.
Постепено средства намењена одбрани од Персије почела су се користити за атинске пројекте. Перикле је преместио средиште савеза са Дела у Атину, а средства савеза су кориштена и за градњу Партенона.
Чланови Делског савеза су постепено губили независност. Чланови лиге су били полиси око Јонског и Егејског мора и ослањали су се на бродове за трговину и одбрану од пирата и персијске флоте. Како се савез претварао у атинску империју, чланови савеза су губили независност, а тако су губили и контролу над својим бродовима. Атина је тако накупљала огромну морнарицу. Спарта, као вођа Пелопонеског савеза и дотад неприкосновена војна сила у Грчкој, почела је да гледа са великим подозрењем јачање Атине.
Непосредни поводи за рат су биле акције Атине, којима је погађала Спартанске савезнике. Тако је атинска морнарица интервенирала у спору између Коринта и Керкире (Крфа), тиме што је спречила Коринт да освоји Керкиру у бици код Сиботе. Атина је такође завела санкције против спартанског савезника Мегаре.

### Спартанска хегемонија
Победа Спарте над Атином омогућила је лаконској држави да испостави хегемонију над Грчком. Спарта је искористила ту прилику да би заузела персијске провинције у Малој Азији. У међувремену у Грчкој, грчки полиси, незадовољни спартанском политиком дигли су устанак против Спарте и тада је кренуо такозвани Коринтски рат. Спарта је у том рату имала доста успеха на копну, који међутим нису били одлучујућег карактера. На мору Спарта је била поражена у бици код Книда од стране Атинско-Персијанске флоте, 394. п. н. е. Та битка је окончала спартанску превласт на мору. До мира је дошло 387. п. н. е. у којој је посредовао спартански изасланик Анталкида, чији услови су били постављени од стране Персије. Спарта у градовима које је држала под контролом, имала је гарнизоне спартанске војске као и хармосте који уз помоћ локалних олигархија држали су врховну власт. То је изазвало незадовољство код многих бивших савезника Спарте. То се нарочито изјаснило у Теби где је протеран Спартански гарнизон. Теба је испоставила контролу над Беотијом и дошла у сукоб са Спартом. У одлучујућој бици код Леуктре, Јула 371. п. н. е. Спартанска војска је потпуно потучена што је означило крај Спартанске хегемоније над Грчком.

### Превласт Спарте и Тебе
Крај Пелопонеског рата учинио је Спарту господаром целе Грчке, али уски видокруг спартанских елитних ратника није се прилагодио тој улози. Током неколико година демократска странка је повратила власт у Атини и осталим градовима. Спартанске вође су 395. п. н. е. одузеле службу Лисандру, па је Спарта изгубила поморску надмоћ. Спарта је 387. п. н. е. запрепастила грчко јавно мњење закључивши споразум с Персијом којим су Персијанци окружили грчке градове у Јонији и на Кипру, тако поништавајући сто година грчких победа над Персијом. Спарта је тада покушала ослабити моћ њене бивше савезнице Тебе, што је довело до рата у којем је Теба склопила савезништво са старим непријатељем, Атином. Тебанске војсковође Епаминонда и Пелопида извојевали су одлучујућу победу у бици код Леуктре (371. п. н. е.).
Последица те победе био је крај спартанске и успостављање тебанске надмоћи. Такође је и Атина обновила велик део своје претходне моћи. Превласт Тебе била је кратког века. Епаминондином смрти код Мантинеје (362. п. н. е.) град је изгубио свог највећег вођу, а његови наследници учинили су велику грешку започевши неуспешни десетогодишњи рат с Фокидом. Тебанци 346. п. н. е. су позвали Филипа другог Македонског да им помогне против Фокиђана, те су тако по први пут увукли Македонце у грчке послове.

### Пропаст Спарте
Након пораза у бици код Леуктре, 371. п. н. е. Спарта пада у дубоку декаденцију из које није никада успела у потпуности да се опорави. Број пуноправних спартанаца је био опао на 600-700 особа. Следеће године се Тебанска војска под вођством Епаминонде нашла пред самом Спартом. Епаминонда је опустошио Лаконију и ослободио Месенске хелоте. То је био велики ударац за Спарту која више није била у стању да поврати своју превласт, не само у Грчкој већ и на самом Пелопонезу. Током 360-их п. н. е. Теба је успоставила своју хегемонију над Грчком. Године 362. п. н. е. Теба је поново поразила спартанску војску у бици код Мантинеје, али је због погибије Тебанског војсковође Епаминонда ова битка означила крај Тебанске превласти у Грчкој. Године 338. п. н. е. Спарта је одбила да се учлани у општехеленски савез који је формирао краљ Македоније Филип II, како би напао Персију. Македонски краљ је те године опустошио Лаконију и одузео од Спарте, знатан део њене територије. Године 333. п. н. е. краљ Агис  успоставио је спартанску контролу над Критом. Године 331. п. н. е. Агис III је подгао устанак против Македонске хегемоније у Грчкој, и искористивши Александров поход у Азију кренуо је у војну кампању против Македоније. Међутим, био је тешко поражен у бици код Мегалопоља током које је и погинуо. Крајем 4. века п. н. е. око Спарте су саграђена прва утврђења. Краљ Спарте Ареус I је, имитирајући хеленистичке владаре, исковао сопствени новац са својим ликом. Краљ Епира, Пир је напао Спарту 272. п. н. е. Спартанци су пружили одлучан отпор и напад епирског војсковође је безуспешно окончан. Средином 3. века п. н. е. Спарта је безуспешно учествовала у Хремонедејском рату против Македоније. Током 3. века п. н. е. Ликургова агога је била комплетно запуштена, и упркос победи над Пировом војском, Спарта је била само бледа сенка своје прошлости.

### Препород и пад Спарте
У другој половини 3. века п. н. е. Спарта је доживела краткотрајан препород. На еурипондинтски трон Спарте је 244. п. н. е. ступио краљ Агис , који је покушао да изведе реформе како би спасио спартанску државу од пропасти. У то време у Спарти је било свега 700 пуноправних Спартанаца. Међутим, Агиса су убили његови политички противници који су се супротстављали реформама. Око 235. п. н. е. на Агијадски трон Спарте ступио је Клеомен III који је наставио реформе Агиса. Он је извршио прерасподелу обрадивог земљишта и направио од Спарте значајну војну силу. Клеомен је ушао у рат са Ахајским савезом, ради борбе за превласт на Пелопонезу. У бици код Димија, 226. п. н. е. Ахајци су били одлучно побеђени и Спарта је повратила своју доминацију над Пелопонезом. Ахајски савез се нашао у тако тешком положају да је затражио помоћ од Македоније. У бици код Селасије 222. п. н. е. комбиноване ахајско-македонске снаге су одлучно поразиле спартанску војску и приморале Клеомена на бекство. Тада је први пут била освојена Спарта, која ипак није претрпела велика разарања. У Спарти је после три године олигархије, поново успостављена монархија 219. п. н. е. Око 207. п. н. е. власт у Спарти је преузео Набис, који је тврдио да је директан потомак некадашњег краља Спарте Демарата. Он је обновио спартанску војску, комплетно утврдио Спарту и склопио савезништво са Македонијом, краља Филипа . Када је Македонија претрпела пораз од Римске војске, 197. п. н. е. у Киноскефалеу, Спарта се нашла у отвореном сукобу са Римом и његовим савезником Ахајским савезом. Римска војска је уз помоћ Ахајског савеза под командом Квинкција Фламинија опсела градове Гитио и Спарту, 195. п. н. е. После жестоког отпора, спартанска војска се предала у Гитију. Набис је такође после огорченог отпора предао Спарту како би спасио њено становништво. Спарта је тада коначно изгубила своју политичку независност и била је враћена на границе које је имала током 8. века п. н. е. Године 192. п. н. е. Ахајци су потпуно разорили Спарту поробивши њено становништво, и силом је прикључили Ахајском савезу.

## Римска Спарта
Током Пунских ратова Спарта је била савезница Римске републике. Када су Римљани заузели Спарту 195. п. н. е. испоштовали су град и нису га дирали, упркос настојањима Ахајаца да се град уништи. Римљани су одредили да Спарта задржи одређени део самоуправе као противтеза Ахајском савезу. Римљани су формирали Лигу слободних Лаконаца, 194. п. н. е. у коју је приступила већина градова Лаконије осим саме Спарте. У време римског доба, Спарта је задржала и у некој мери обновила своје обичаје и постала нека необична врста туристичке атракције за Римљане. Помиње се да спартански војни контингенти употребљавани као специјалне јединице римске војске. Године 267./268. п. н. е. Спарту је опљачкало и спалило германско племе Херула. Године 378. н. е. после битке код Хадријанопоља, једна спартанска фаланга је поразила један контингент Визигота. Године 396. визиготски краљ Аларих је наново спалио Спарту. Византијски извори помињу да су неки делови Лаконије остали пагански, чак до 10. века н. е. када је извршено масовно покрштење становништва. Занимљиво је да је баш на територији Античке Спарте доживела процват Деспотовина Мистре, која је била један од најважнијих центара византијске цивилизације између 13. и 15. века н. е. Модерна Спарта је саграђена 1834. године декретом Грчког краља Ота.

## Савремена Спарта
Почетком савременог доба подручје античке Спарте заузимало је релативно мало село које је лежало у сенци Мистре, оближњег много значајнијег византијског насеља. Године 1834, после грчког рата за независност, краљ Ото Грчки је наредио да се изгради град на подручју Спарте и да носи њено име. Град је пројектован с намером да постане један од најлепших грчких градова са широким булеварима и парковима. Данас је Спарта административно седиште префектуре Лаконије.
Спарта је центар пољопривредне равнице у долини реке Евроте. Она је локални центар за прераду воћа као што је лимун и маслина.